# جيمس جيويل
جيمس جيويل (بالإنجليزية: James Jewell)‏ هو جزار وسياسي أسترالي، ولد في 15 أكتوبر 1869 في أستراليا، وتوفي في 14 مايو 1949. حزبياً، نشط في حزب العمال الأسترالي. وقد انتخب عضو الجمعية التشريعية فيكتوريا عن دائرة برونزويك ‏ (29 يوليو 1910 – 14 مايو 1949).